# Regionalbahn

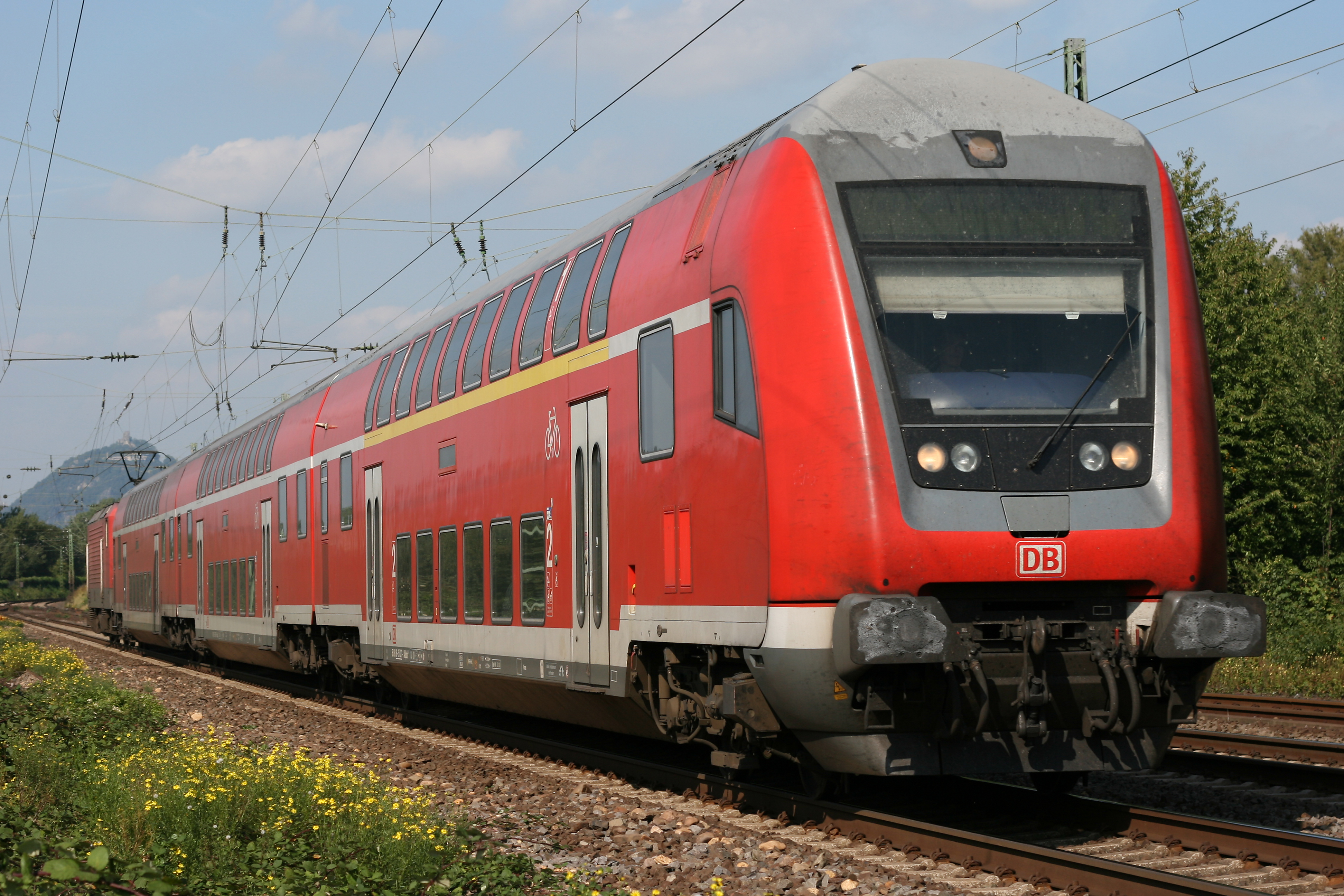
Regionalbahn (RB 27) en la línea del Rin, en Unkel.

Regionalbahn (abreviado RB) es un servicio de trenes regionales en Alemania. En Austria su equivalente es el Regionalzug. En Suiza, el término oficial es Regio, y en Luxemburgo, Regionalbunn. Por regla general efectúan parada en todas las estaciones a lo largo del trayecto que realizan.

## Alemania

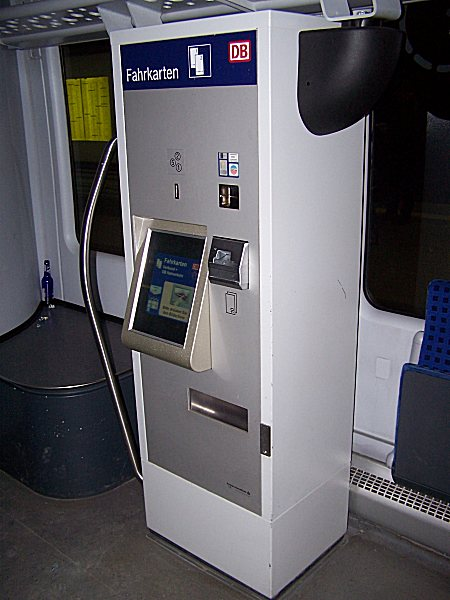
Expendedor automático de billetes de transporte.

Los Regionalbahn circulan principalmente con horario cadenciado, generalmente un tren cada hora, rara vez uno cada media hora o uno cada dos horas. Recorren con regularidad todas las estaciones de una línea férrea, a menudo en paralelo con la red S-Bahn, que tiende a parar en menor estaciones.

### Explotación
En la mayoría de las líneas principales, el tráfico de Regionalbahn circula con el apoyo de DB Regio, filial de Deutsche Bahn. Sobre estas líneas ferroviarias, RB a menudo circula alternando con el Regional-Express (RE), que a su vez, sólo para en las estaciones de mayor importancia.

### Líneas secundarias
En muchas líneas secundarias, el Regionalbahn es el único tráfico ferroviario existente. En los últimos años, algunas de estas líneas se han asignado a empresas privadas, puesto que pueden ser operadas con una flota de vehículos relativamente pequeña. Las empresas privadas suelen hacerlo bajo su propio nombre, sin utilizar el nombre Regionalbahn. Cada vez es más frecuente que el Regionalbahn no pare sistemáticamente en cada parada, sino que lo haga solamente a petición, a través de botones habilitados al efecto en los trenes.

### Servicios y tarifas
La venta de billetes se realiza en la estación (donde después habrá que validar el billete) o directamente a bordo del tren en las máquinas previstas a estos efectos (solamente en algunos trenes).

## Austria

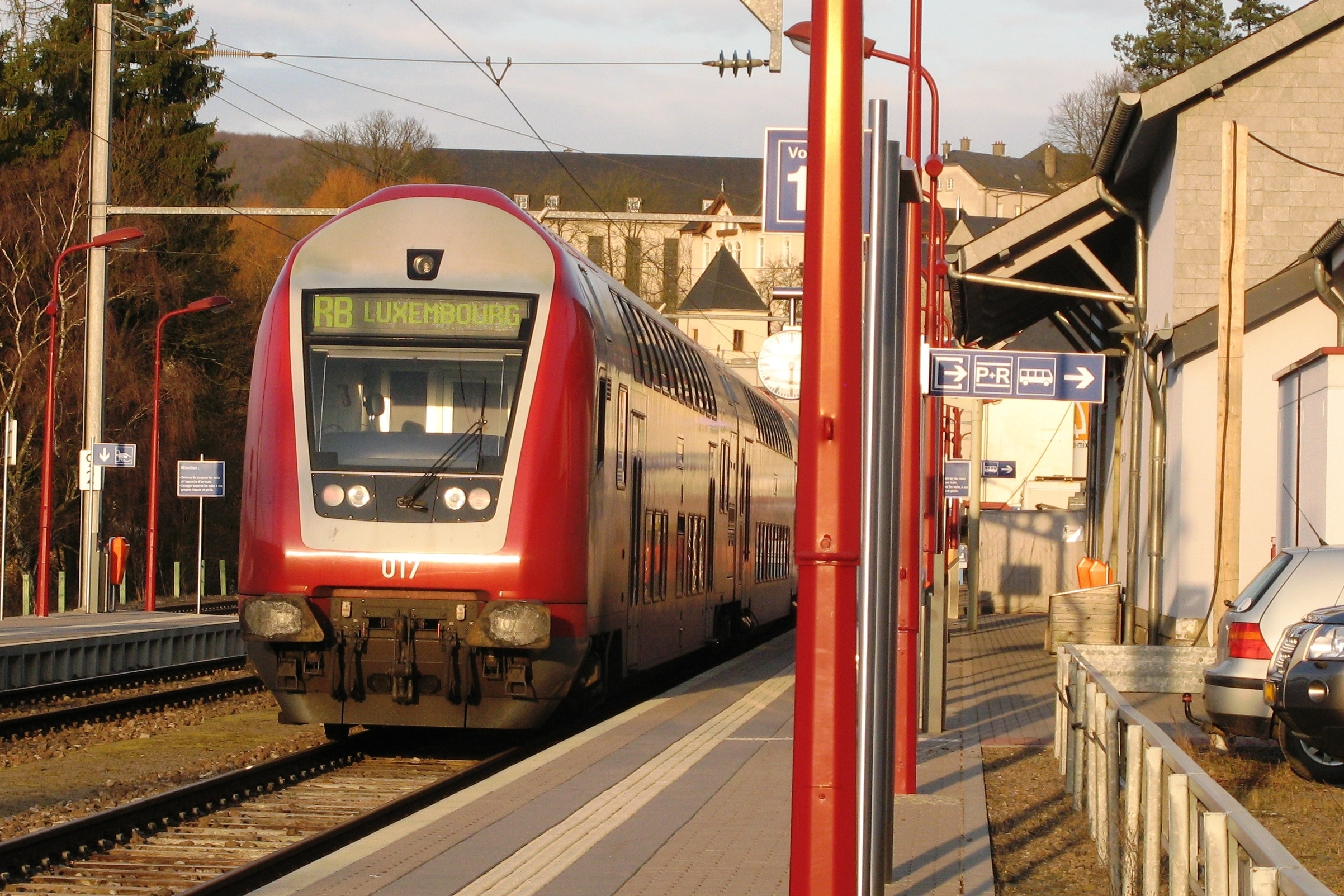
Regionalbahn en Luxemburgo.

En Austria, el Regionalzug (R) es el equivalente al Regionalbahn alemán. Los trenes rápidos regionales, también aquí se denominan Regional Express (REX).

## Luxemburgo
En Luxemburgo, el Regionalbunn también corresponde al Regionalbahn alemán. Los trenes circulan en horario cadenciado, una vez cada hora, y por regla general para en todas las estaciones. 

## Suiza
En Suiza, el término Regionalzug (también Train régional en francés y Treno regionale en italiano) designa los trenes de pasajeros que paran en todas las estaciones. Después de la reforma de 2004, la denominación oficial pasó a ser la de Regio, una palabra que se puede pronunciar fácilmente en las distintas lenguas que se hablan en Suiza. También muchos trenes regionales fueron convertidos en S-Bahn.